# Sposób na bezsenność
Sposób na bezsenność (ang. Dream for an Insomniac) – amerykański film obyczajowy. Tematem filmu jest problem bezsenności Frankie po wypadku samochodowym i jej przemiany po spotkaniu z pisarzem Davidem Schraderem.

## Zarys fabuły
Początkująca aktorka o imieniu Francesca, w wypadku samochodowym straciła swoich rodziców gdy miała 6 lat. Po ich śmierci zamieszkała u swego wuja Leo.
Wuj, wraz ze swym synem Robem prowadzi w San Francisco małą kafejkę. Pracuje w niej również Francesca. W przerwach między serwowaniem kawy i podawaniem drinków chodzi ze swą przyjaciółką Allison na castingi marząc o wielkiej karierze filmowej. Allison wprawiając się w aktorskim rzemiośle udaje przed starym Leo dziewczynę Roba, który jest gejem i nie ma odwagi wyznać ojcu prawdy o swojej odmiennej orientacji seksualnej.
Na ogłoszenie o pracy dla barmana, które zostało zamieszczone przez wuja Leo odpowiada David. Jest to przystojny blondyn, w którym Francesca jest zakochana. Życie i świat nabiera dla niej nowych kolorów i szybko znajduje z nim, początkującym pisarzem, wspólny język. I chociaż David nie proponuje jej randki ani nie posuwa się do śmielszych gestów, dziewczyna ma nadzieję, że chłopak odwzajemnia jej miłość. Rob, Allison i kawiarniany "rezydent" Juice utwierdzają ją w tym przekonaniu.
Pewnego dnia pojawia się w kawiarni Molly, studentka prawa. Jak grom z jasnego nieba spada na nich wiadomość, że David ma już dziewczynę. Przynosi ona Davidowi klucze od mieszkania, których w pośpiechu nie zabrał. Na tę wiadomość Francesca jest załamana, przyjaciele zaś na próżno starają się ją pocieszyć.
David czując się wobec niej nie fair wyjaśnia Francesce, że Molly zna od dzieciństwa. Mieszka z nią od trzech lat, kocha ją za jej dobroć i oddanie. Docenia złożone przez Franceskę wyznanie miłości, ale nie ma odwagi by porzucić dla niej Molly. Odrzuca też wspólną przeprowadzkę do Los Angeles.
Nadzieje związane z karierą aktorską pokłada przyjaciółka Allison i ostatecznie obie dziewczyny wyjeżdżają z San Francisco. Tam na miejscu "fabryka snów" nie jest dla nich zbyt łaskawa. Występują tylko w telewizyjnych reklamach. Francesca nie potrafi jednak zapomnieć o Davidzie. Wydzwania więc do kafejki, skąd dowiaduje się o kłótni Davida z Molly. Nie odpowiada jego prywatny telefon, nie ma go w żadnym hotelu. Francesca popada w czarną rozpacz w przekonaniu, że już więcej go nie ujrzy.